# Woodmansey
Woodmansey – wieś w Anglii, w hrabstwie East Riding of Yorkshire. Leży 11 km na północny zachód od miasta Hull i 258 km na północ od Londynu. W 2001 miejscowość liczyła 6497 mieszkańców.